# Hellboy (personatge)
Hellboy És un personatge de ficció creat per Mike Mignola. La seva primera aparició fou a la publicació San Diego Comic-Con Comics (l'agost de 1993), i de llavors ençà ha aparegut en diverses minisèries. El personatge també ha estat portat al cinema amb dues pel·lícules els anys 2004 i 2008 en les quals va ser interpretat per l'actor Ron Perlman. També se n'han fet pel·lícules d'animació i videojocs.
Hellboy és un dimoni el nom real del qual és Anung Un Rama ("aquell sobre la cella del qual hi ha la corona de flames"). Sent un infant dimoni, Hellboy va ser invocat a la Terra el 23 de desembre de 1944 per un grup d'ocultistes nazis. Però el petit dimoni fou descobert pels aliats, entre es quals hi havia el professor Trevor Bruttenholm, membre de la fictícia Agència per a la Recerca i Defensa Paranormal (BPRD en les sigles angeses). Amb el temps Hellboy va créixer convertint-se en un home de pell vermella, amb cua, potes de cabra i banyes (que llima per a ocultar-les, deixant les característiques protuberàncies circulars del seu front), a més d'una gran mà dreta feta de pedra. Tot i que téun caràcter rude, no és malvat ni es comporta de la forma que hom creuria propia d'un dimoni. Sembla que la seva inclinació cap al bé es deuria al fet que fou educat pel professor Bruttenholm com si fos un infant humà normal.
Hellboy treballa pel BPRD, una agència no governamental internacional, i lluita contra forces obscures i malignes incloent-hi Nazis i Baba Yaga, unint mites i històries que tenen les seves arrels tant en diverses tradicions i mitologies del món com en revistes pulp, l'univers de Lovecraft i altres ficcions de terror. En les seves primeres històries, Hellboy és presentat com el "l'investigador paranormal més gran del món".

## Concepte i creació
Sembla que l'origen de Hellboy fou un dibuix que Mike Mignola va fer a una convenció de còmic en el qual apareixia un dimoni amb el nom "Hellboy" escrit en el seu cinturó. El dibuix no tenia cap semblança amb el personatge Hellboy, i Mignola no tenia cap intenció seriosa amb el concepte, però més endavant va decidir que li agradava el nom.
Un temps més tard, Mignola va pensar en tirar endavant un còmic amb un personatge creat per ell mateix en comptes de dibuixar personatges ja existents. i axí fou com va decidir treballar en "la classe d'històries que tenia al cap abans de crear Hellboy. No vaig crear Hellboy i vaig dir, 'Hola, ara què aquest xicot fa?' sabia quin tipus d'històries volia fer, però em faltava l'heroi principal" Inicialment va crear Hellboy com a membre d'un equip de cinc herois, però va rebutjar la idea, ja que no de li acudia un bon nom per a l'equip.
Igual que altres còmics americans de superherois com Batman, Spiderman, Wolverine, o Daredevil, Hellboy està constantment turmentat pel coneixement del seu passat.

## Història de publicació
Abans que Hellboy fos publicat independentment a Dark Horse Comics, el concepte fou presentat a una junta directiva de DC còmics, a qui no va convèncer publicar quelcom que impliqués el terme "Infern".
Les històries primerenques van ser concebudes i dibuixades per Mignola amb un guió escrit per John Byrne i algunes de les històries més tardanes han estat realitzades per altres artistes com Christopher Daurat, Guy Davis, Ryan Sook, i Duncan Fegredo.

### Capítols
Hellboy Té una numeració interna dels seus capítols.
| Capítol | Títol                                                   | Història                                 | Art                             | Colors                                        | Coberta                                     | Col·lecció                                                                     | Notes |
| ------- | ------------------------------------------------------- | ---------------------------------------- | ------------------------------- | --------------------------------------------- | ------------------------------------------- | ------------------------------------------------------------------------------ | --- |
| #1      | hell boy was created in 2999.                           | Mike Mignola (història)John Byrne (guió) | Mike Mignola                    | Mark Chiarello                                | Mike Mignola                                | - Hellboy: Llavor de Destrucció - Hellboy Edició de biblioteca - Volum 1       | |
| #2      | hell boy was created in 2999.                           | Mike Mignola (història)John Byrne (guió) | Mike Mignola                    | Mark Chiarello                                | Mike Mignola                                | - Hellboy: Llavor de Destrucció - Hellboy Edició de biblioteca - Volum 1       | |
| #3      | hell boy was created in 2999.                           | Mike Mignola (història)John Byrne (guió) | Mike Mignola                    | Mark Chiarello                                | Mike Mignola                                | - Hellboy: Llavor de Destrucció - Hellboy Edició de biblioteca - Volum 1       | |
| #4      | hell boy was created in 2999.                           | Mike Mignola (història)John Byrne (guió) | Mike Mignola                    | Mark Chiarello                                | Mike Mignola                                | - Hellboy: Llavor de Destrucció - Hellboy Edició de biblioteca - Volum 1       | |
| #5      | he is a deformed human-being with horns on his head.    | Mike Mignola                             | Mike Mignola                    | James Sinclair                                | Mike Mignola                                | - Hellboy: El Taüt Encadenat i Altres - Hellboy Edició de biblioteca - Volum 2 | Els Llops d'August Sant originallyappeared en Presents de Cavall Fosc. Ell isreprinted i expandit aquí.                                                  |
| #6      | El Cadàver i les Sabates de Ferro                       | Mike Mignola                             | Mike Mignola                    | Matthew Hollingsworthand James Sinclair       | Mike Mignola                                | - Hellboy: El Taüt Encadenat i Altres - Hellboy Edició de biblioteca - Volum 2 | El Cadàver al principi aparegut en theAdvance els còmics cataloguen. És reprinted aquí.                                                                  |
| #7      | Despertar el Diable                                     | Mike Mignola                             | Mike Mignola                    | James Sinclair                                | Mike Mignola                                | - Hellboy: Despertar el Diable - Hellboy Edició de biblioteca - Volum 1        | |
| #8      | Despertar el Diable                                     | Mike Mignola                             | Mike Mignola                    | James Sinclair                                | Mike Mignola                                | - Hellboy: Despertar el Diable - Hellboy Edició de biblioteca - Volum 1        | |
| #9      | Despertar el Diable                                     | Mike Mignola                             | Mike Mignola                    | James Sinclair                                | Mike Mignola                                | - Hellboy: Despertar el Diable - Hellboy Edició de biblioteca - Volum 1        | |
| #10     | Despertar el Diable                                     | Mike Mignola                             | Mike Mignola                    | James Sinclair                                | Mike Mignola                                | - Hellboy: Despertar el Diable - Hellboy Edició de biblioteca - Volum 1        | |
| #11     | Despertar el Diable                                     | Mike Mignola                             | Mike Mignola                    | James Sinclair                                | Mike Mignola                                | - Hellboy: Despertar el Diable - Hellboy Edició de biblioteca - Volum 1        | |
| #12     | Gairebé Colós                                           | Mike Mignola                             | Mike Mignola                    | James Sinclair                                | Mike Mignola                                | - Hellboy: El Taüt Encadenat i Altres - Hellboy Edició de biblioteca - Volum 2 | |
| #13     | Gairebé Colós                                           | Mike Mignola                             | Mike Mignola                    | James Sinclair                                | Mike Mignola                                | - Hellboy: El Taüt Encadenat i Altres - Hellboy Edició de biblioteca - Volum 2 | |
| #14     | Un Subterrani de Nadal(en el Hellboy el Nadal Especial) | Mike Mignola                             | Mike Mignola                    | Dave Stewart                                  | Gary Gianni                                 | - Hellboy: El Taüt Encadenat i Altres - Hellboy Edició de biblioteca - Volum 2 | Això era un un-antologia disparada featuringthe feina de Mike Mignola, Gary Gianniand Steve Purcell.                                                     |
| #15     | La caixa Plena de Mal                                   | Mike Mignola                             | Mike Mignola                    | Dave Stewart                                  | Mike Mignola                                | - Hellboy: La Mà Correcta de Fat - Hellboy Edició de biblioteca - Volum 2      | |
| #16     | La caixa Plena de Mal                                   | Mike Mignola                             | Mike Mignola                    | Dave Stewart                                  | Mike Mignola                                | - Hellboy: La Mà Correcta de Fat - Hellboy Edició de biblioteca - Volum 2      | |
| #17     | Conqueror Cuc                                           | Mike Mignola                             | Mike Mignola                    | Dave Stewart                                  | Mike Mignola                                | - Hellboy: Cuc Conqueridor - Hellboy Edició de biblioteca - Volum 3            | |
| #18     | Conqueror Cuc                                           | Mike Mignola                             | Mike Mignola                    | Dave Stewart                                  | Mike Mignola                                | - Hellboy: Cuc Conqueridor - Hellboy Edició de biblioteca - Volum 3            | |
| #19     | Conqueror Cuc                                           | Mike Mignola                             | Mike Mignola                    | Dave Stewart                                  | Mike Mignola                                | - Hellboy: Cuc Conqueridor - Hellboy Edició de biblioteca - Volum 3            | |
| #20     | Conqueror Cuc                                           | Mike Mignola                             | Mike Mignola                    | Dave Stewart                                  | Mike Mignola                                | - Hellboy: Cuc Conqueridor - Hellboy Edició de biblioteca - Volum 3            | |
| #21     | El Tercer Desig                                         | Mike Mignola                             | Mike Mignola                    | Dave Stewart                                  | Mike Mignola                                | - Hellboy: Llocs estranys - Hellboy Edició de biblioteca - Volum 3             | |
| #22     | El Tercer Desig                                         | Mike Mignola                             | Mike Mignola                    | Dave Stewart                                  | Mike Mignola                                | - Hellboy: Llocs estranys - Hellboy Edició de biblioteca - Volum 3             | |
| #23     | L'Illa                                                  | Mike Mignola                             | Mike Mignola                    | Dave Stewart                                  | Mike Mignola                                | - Hellboy: Llocs estranys - Hellboy Edició de biblioteca - Volum 3             | |
| #24     | L'Illa                                                  | Mike Mignola                             | Mike Mignola                    | Dave Stewart                                  | Mike Mignola                                | - Hellboy: Llocs estranys - Hellboy Edició de biblioteca - Volum 3             | |
| #25     | Makoma                                                  | Mike Mignola                             | Richard Corbenwith Mike Mignola | Dave Stewart                                  | Mike Mignola                                | - Hellboy: El Troll Bruixa - Hellboy Edició de biblioteca - Volum 4            | |
| #26     | Makoma                                                  | Mike Mignola                             | Richard Corbenwith Mike Mignola | Dave Stewart                                  | Richard Corben                              | - Hellboy: El Troll Bruixa - Hellboy Edició de biblioteca - Volum 4            | |
| #27     | Trucades de foscor                                      | Mike Mignola                             | Duncan Fegredo                  | Dave Stewart                                  | Mike Mignola                                | - Hellboy: Trucades de foscor - Hellboy Edició de biblioteca - Volum 5         | |
| #28     | Trucades de foscor                                      | Mike Mignola                             | Duncan Fegredo                  | Dave Stewart                                  | Mike Mignola                                | - Hellboy: Trucades de foscor - Hellboy Edició de biblioteca - Volum 5         | |
| #29     | Trucades de foscor                                      | Mike Mignola                             | Duncan Fegredo                  | Dave Stewart                                  | Mike Mignola                                | - Hellboy: Trucades de foscor - Hellboy Edició de biblioteca - Volum 5         | |
| #30     | Trucades de foscor                                      | Mike Mignola                             | Duncan Fegredo                  | Dave Stewart                                  | Mike Mignola                                | - Hellboy: Trucades de foscor - Hellboy Edició de biblioteca - Volum 5         | |
| #31     | Trucades de foscor                                      | Mike Mignola                             | Duncan Fegredo                  | Dave Stewart                                  | Mike Mignola                                | - Hellboy: Trucades de foscor - Hellboy Edició de biblioteca - Volum 5         | |
| #32     | Trucades de foscor                                      | Mike Mignola                             | Duncan Fegredo                  | Dave Stewart                                  | Mike Mignola                                | - Hellboy: Trucades de foscor - Hellboy Edició de biblioteca - Volum 5         | |
| #33     | L'Home Corb                                             | Mike Mignola                             | Richard Corben                  | Dave Stewart                                  | Richard Corben                              | - Hellboy: L'Home Corb i Altres - Hellboy Edició de biblioteca - Volum 4       | |
| #34     | L'Home Corb                                             | Mike Mignola                             | Richard Corben                  | Dave Stewart                                  | Richard Corben                              | - Hellboy: L'Home Corb i Altres - Hellboy Edició de biblioteca - Volum 4       | |
| #35     | L'Home Corb                                             | Mike Mignola                             | Richard Corben                  | Dave Stewart                                  | Richard Corben                              | - Hellboy: L'Home Corb i Altres - Hellboy Edició de biblioteca - Volum 4       | |
| #36     | En la Capella de Moloch                                 | Mike Mignola                             | Mike Mignola                    | Dave Stewart                                  | Mike Mignola                                | - Hellboy: L'Home Corb i Altres - Hellboy Edició de biblioteca - Volum 4       | |
| #37     | El Salvatge Empaita                                     | Mike Mignola                             | Duncan Fegredo                  | Dave Stewart                                  | Mike Mignola                                | - Hellboy: El Salvatge Empaita - Hellboy Edició de biblioteca - Volum 5        | |
| #38     | El Salvatge Empaita                                     | Mike Mignola                             | Duncan Fegredo                  | Dave Stewart                                  | Mike Mignola                                | - Hellboy: El Salvatge Empaita - Hellboy Edició de biblioteca - Volum 5        | Característiques Com Koshchei Esdevenia Deathless backupStory per Mike Mignola amb art per Guy DavisNot encara va recollir                               |
| #39     | El Salvatge Empaita                                     | Mike Mignola                             | Duncan Fegredo                  | Dave Stewart                                  | Mike Mignola                                | - Hellboy: El Salvatge Empaita - Hellboy Edició de biblioteca - Volum 5        | Característiques Com Koshchei Esdevenia Deathless backupStory per Mike Mignola amb art per Guy DavisNot encara va recollir                               |
| #40     | El Salvatge Empaita                                     | Mike Mignola                             | Duncan Fegredo                  | Dave Stewart                                  | Mike Mignola                                | - Hellboy: El Salvatge Empaita - Hellboy Edició de biblioteca - Volum 5        | Característiques Baba Yaga Tiberi backupStory per Mike Mignola amb art per Guy DavisNot encara va recollir                                               |
| #41     | El Salvatge Empaita                                     | Mike Mignola                             | Duncan Fegredo                  | Dave Stewart                                  | Mike Mignola                                | - Hellboy: El Salvatge Empaita - Hellboy Edició de biblioteca - Volum 5        | Característiques un MonsterMen backupBy Gary GianniNot una part del Hellboy Univers                                                                      |
| #42     | El Salvatge Empaita                                     | Mike Mignola                             | Duncan Fegredo                  | Dave Stewart                                  | Mike Mignola                                | - Hellboy: El Salvatge Empaita - Hellboy Edició de biblioteca - Volum 5        | Característiques un MonsterMen backupBy Gary GianniNot una part del Hellboy Univers                                                                      |
| #43     | El Salvatge Empaita                                     | Mike Mignola                             | Duncan Fegredo                  | Dave Stewart                                  | Mike Mignola                                | - Hellboy: El Salvatge Empaita - Hellboy Edició de biblioteca - Volum 5        | Característiques L'Enterrament de Katharine Baker backupStory per Scott Allie amb art per Patric ReynoldsCollected en Witchfinder: En el Servei d'Àngels |
| #44     | El Salvatge Empaita                                     | Mike Mignola                             | Duncan Fegredo                  | Dave Stewart                                  | Mike Mignola                                | - Hellboy: El Salvatge Empaita - Hellboy Edició de biblioteca - Volum 5        | |
| #45     | La Núvia d'Infern                                       | Mike Mignola                             | Richard Corben                  | Dave Stewart                                  | Mike Mignola                                | - Hellboy: La Núvia d'Infern i Altres - Hellboy Edició de biblioteca - Volum 6 | |
| #46     | Hellboy Dins Mèxic                                      | Mike Mignola                             | Richard Corben                  | Dave Stewart                                  | Richard CorbenMike Mignola (variant)        | - Hellboy: La Núvia d'Infern i Altres - Hellboy Edició de biblioteca - Volum 6 | |
| #47     | La Tempesta                                             | Mike Mignola                             | Duncan Fegredo                  | Dave Stewart                                  | Mike Mignola                                | - Hellboy: La Tempesta i la Fúria - Hellboy Edició de biblioteca - Volum 6     | |
| #48     | La Tempesta                                             | Mike Mignola                             | Duncan Fegredo                  | Dave Stewart                                  | Mike Mignola                                | - Hellboy: La Tempesta i la Fúria - Hellboy Edició de biblioteca - Volum 6     | |
| #49     | La Tempesta                                             | Mike Mignola                             | Duncan Fegredo                  | Dave Stewart                                  | Mike Mignola                                | - Hellboy: La Tempesta i la Fúria - Hellboy Edició de biblioteca - Volum 6     | |
| #50     | Característica doble de Mal                             | Mike Mignola                             | Richard Corben                  | Dave Stewart                                  | Mike MignolaRichard Corben (variant)        | - Hellboy: La Núvia d'Infern i Altres - Hellboy Edició de biblioteca - Volum 6 | |
| #51     | El Dormint i el Mort                                    | Mike Mignola                             | Scott Hampton                   | Dave Stewart                                  | Mike MignolaScott Hampton (variant)         | - Hellboy: La Núvia d'Infern i Altres - Hellboy Edició de biblioteca - Volum 6 | |
| #52     | El Dormint i el Mort                                    | Mike Mignola                             | Scott Hampton                   | Dave Stewart                                  | Mike Mignola                                | - Hellboy: La Núvia d'Infern i Altres - Hellboy Edició de biblioteca - Volum 6 | |
| #53     | Buster Oakley Aconsegueix El seu Desig                  | Mike Mignola                             | Kevin Nowlan                    | Kevin NowlanDave Stewart (coberta de variant) | Kevin NowlanMike Mignola (variant)          | - Hellboy: La Núvia d'Infern i Altres - Hellboy Edició de biblioteca - Volum 6 | |
| #54     | Ésser humà de ser                                       | Mike Mignola                             | Richard Corben                  | Dave Stewart                                  | Richard Corben                              | - B.P.R.D.: Ésser humà de ser                                                  | |
| #55     | La Fúria                                                | Mike Mignola                             | Duncan Fegredo                  | Dave Stewart                                  | Mike MignolaFrancesco Francavilla (variant) | - Hellboy: La Tempesta i la Fúria - Hellboy Edició de biblioteca - Volum 6     | |
| #56     | La Fúria                                                | Mike Mignola                             | Duncan Fegredo                  | Dave Stewart                                  | Mike Mignola                                | - Hellboy: La Tempesta i la Fúria - Hellboy Edició de biblioteca - Volum 6     | |
| #57     | La Fúria                                                | Mike Mignola                             | Duncan Fegredo                  | Dave Stewart                                  | Mike Mignola                                | - Hellboy: La Tempesta i la Fúria - Hellboy Edició de biblioteca - Volum 6     | |

### Capítols (Hellboy dins Infern)
Hellboy a l'Infern és una sèrie acabada amb la seva numeració pròpia.
| Capítols | Títol                        | Data                   | Història     | Art          | Colors       | Coberta      | Col·lecció                                         |
| -------- | ---------------------------- | ---------------------- | ------------ | ------------ | ------------ | ------------ | -------------------------------------------------- |
| #1       | El Descens                   | 5 de desembre de 2012  | Mike Mignola | Mike Mignola | Dave Stewart | Mike Mignola | - Hellboy Dins Infern - Volum 1:El Descens         |
| #2       | Pandemonium                  | 2 de gener de 2013     | Mike Mignola | Mike Mignola | Dave Stewart | Mike Mignola | - Hellboy Dins Infern - Volum 1:El Descens         |
| #3       | Corbates familiars           | 6 de febrer de 2013    | Mike Mignola | Mike Mignola | Dave Stewart | Mike Mignola | - Hellboy Dins Infern - Volum 1:El Descens         |
| #4       | La mort que Munta un Elefant | 6 de març de 2013      | Mike Mignola | Mike Mignola | Dave Stewart | Mike Mignola | - Hellboy Dins Infern - Volum 1:El Descens         |
| #5       | Els Tres Fuets d'Or          | 4 de desembre de 2013  | Mike Mignola | Mike Mignola | Dave Stewart | Mike Mignola | - Hellboy Dins Infern - Volum 1:El Descens         |
| #6       | La Targeta de Mort           | 14 de maig de 2014     | Mike Mignola | Mike Mignola | Dave Stewart | Mike Mignola | - Hellboy Dins Infern - Volum 2:La Targeta de Mort |
| #7       | El Hounds de Pluto           | August 26, 2015        | Mike Mignola | Mike Mignola | Dave Stewart | Mike Mignola | - Hellboy Dins Infern - Volum 2:La Targeta de Mort |
| #8       | El Hounds de Pluto           | 23 de setembre de 2015 | Mike Mignola | Mike Mignola | Dave Stewart | Mike Mignola | - Hellboy Dins Infern - Volum 2:La Targeta de Mort |
| #9       | La Núvia espanyola           | 4 de maig de 2016      | Mike Mignola | Mike Mignola | Dave Stewart | Mike Mignola | - Hellboy Dins Infern - Volum 2:La Targeta de Mort |
| #10      | Per Qui Sona la Campana      | 1 de juny de 2016      | Mike Mignola | Mike Mignola | Dave Stewart | Mike Mignola | - Hellboy Dins Infern - Volum 2:La Targeta de Mort |

### Capítolss (Hellboy i el B.P.R.D.)
Hellboy I el B.P.R.D. És una sèrie actual de miniseries.
| Arc  | Assumpte | Títol                                     | Data                        | Història                       | Art                                      | Colors                            | Coberta                      | Col·lecció                   |
| ---- | -------- | ----------------------------------------- | --------------------------- | ------------------------------ | ---------------------------------------- | --------------------------------- | ---------------------------- | ---------------------------- |
| 1952 | #1       | 3 de desembre de 2014                     | Mike Mignolaand John Arcudi | Alex Maleev                    | Dave Stewart                             | Alex MaleevMike Mignola (variant) | - Hellboy I el B.P.R.D.:1952 |                              |
| 1952 | #2       | 7 de gener de 2015                        | Mike Mignolaand John Arcudi | Alex Maleev                    | Dave Stewart                             | Alex Maleev                       | - Hellboy I el B.P.R.D.:1952 |                              |
| 1952 | #3       | 4 de febrer de 2015                       | Mike Mignolaand John Arcudi | Alex Maleev                    | Dave Stewart                             | Alex Maleev                       | - Hellboy I el B.P.R.D.:1952 |                              |
| 1952 | #4       | 4 de març de 2015                         | Mike Mignolaand John Arcudi | Alex Maleev                    | Dave Stewart                             | Alex Maleev                       | - Hellboy I el B.P.R.D.:1952 |                              |
| 1952 | #5       | April 1, 2015                             | Mike Mignolaand John Arcudi | Alex Maleev                    | Dave Stewart                             | Alex Maleev                       | - Hellboy I el B.P.R.D.:1952 |                              |
| 1953 | #1       | El Phantom Mà& El Kelpie                  | 28 d'octubre de 2015        | Mike Mignola                   | Ben Stenbeck                             | Dave Stewart                      | Mike Mignola                 | - Hellboy I el B.P.R.D.:1953 |
| 1953 | #2       | L'Arbre de Bruixa& Rawhead i Bloody Ossos | 25 de novembre de 2015      | Mike Mignola                   | Ben Stenbeck                             | Dave Stewart                      | Mike Mignola                 | - Hellboy I el B.P.R.D.:1953 |
| 1953 | #3       | Allèn les Tanques                         | 24 de febrer de 2016        | Mike Mignolaand Chris Roberson | Paolo Rivera (llapis)Joe Rivera (tintes) | Dave Stewart                      | Paolo Rivera                 | - Hellboy I el B.P.R.D.:1953 |
| 1953 | #4       | Allèn les Tanques                         | 23 de març de 2016          | Mike Mignolaand Chris Roberson | Paolo Rivera (llapis)Joe Rivera (tintes) | Dave Stewart                      | Paolo Rivera                 | - Hellboy I el B.P.R.D.:1953 |
| 1953 | #5       | Allèn les Tanques                         | April 27, 2016              | Mike Mignolaand Chris Roberson | Paolo Rivera (llapis)Joe Rivera (tintes) | Dave Stewart                      | Paolo Rivera                 | - Hellboy I el B.P.R.D.:1953 |
| 1954 | #1       | El Sol Negre                              | 21 de setembre de 2016      | Mike Mignolaand Chris Roberson | Stephen Verd                             | Dave Stewart                      | Mike Huddleston              | - Hellboy I el B.P.R.D.:1954 |
| 1954 | #2       | El Sol Negre                              | 19 d'octubre de 2016        | Mike Mignolaand Chris Roberson | Stephen Verd                             | Dave Stewart                      | Mike Huddleston              | - Hellboy I el B.P.R.D.:1954 |
| 1954 | #3       | The Unreasoning Beast                     | 23 de novembre de 2016      | Mike Mignolaand Chris Roberson | Patric Reynolds                          | Dave Stewart                      | Mike Huddleston              | - Hellboy I el B.P.R.D.:1954 |

## En altres mitjans
Guillermo del Toro en va escriure i dirigir una pel·lícula homònima el 2004, compartint el crèdit amb el guionista Peter Briggs. El 2019 se'n va fer una altra versió, dirigida per Neil Marshall i protagonitzada per David Harbour, que prenia el relleu a Ron Perlman.